# Acarlar, İncirliova
Acarlar là một thị trấn thuộc huyện İncirliova, tỉnh Aydın, Thổ Nhĩ Kỳ. Dân số thời điểm năm 2010 là 10.41 người.